# Hidrolaza masno kiselinskih amida
Hidrolaza masno kiselinskih amida (EC 3.5.1.99, FAAH, oleamidna hidrolaza, anandamidna amidohidrolaza) je član enzimske familije serinskih hidrolaza. Kod čoveka je ova hidrolaza kodirana FAAH genom. FAAH je kloniran 1996 Ben Kravat et al. na Skripsovom Istraživačkom Institutu (engl. The Scripps Research Institut). FAAH kristalna struktura je bila rešena u istoj laboratoriji 2002.

## Funkcija
je integralna membranska hidrolaza sa jednim N-terminalnim transmembranskim domenom. In vitro, FAAH ima esterazno i amidazno dejstvo. In vivo, FAAH je principalni katabolički enzim za klasu bioaktivnih lipida poznatih kao amidi masnih kiselina (FAA). Članovi FAA familije su:
- Anandamid (N-arahidonoole tanolamin), endokanabinoid[5]
- Drugi -aciletanolamini, kao što tu N-oleoiletanolamin i N-palmitoiletanolamin[6]
- San-indukujući lipid oleamid[7]
- -aciltaurini, koji su agonisti TRP familije kalcijumskih kanala.[8]

## Literatura
- Nicholas C. Price; Lewis Stevens (1999). Fundamentals of Enzymology: The Cell and Molecular Biology of Catalytic Proteins (Third изд.). USA: Oxford University Press. ISBN 019850229X.
- Eric J. Toone (2006). Advances in Enzymology and Related Areas of Molecular Biology, Protein Evolution (Volume 75 изд.). Wiley-Interscience. ISBN 0471205036.
- Branden C; Tooze J. Introduction to Protein Structure. New York, NY: Garland Publishing. ISBN 0-8153-2305-0.
- Irwin H. Segel. Enzyme Kinetics: Behavior and Analysis of Rapid Equilibrium and Steady-State Enzyme Systems (Book 44 изд.). Wiley Classics Library. ISBN 0471303097.

1. ↑  Cravatt BF, Giang DK, Mayfield SP, Boger DL, Lerner RA, Gilula NB (1996). „Molecular characterization of an enzyme that degrades neuromodulatory fatty-acid amides”. Nature. 384 (6604): 83—7. PMID 8900284. doi:10.1038/384083a0.
2. ↑  Giang DK, Cravatt BF (1997). „Molecular characterization of human and mouse fatty acid amide hydrolases”. Proc. Natl. Acad. Sci. U.S.A. 94 (6): 2238—42. PMC 20071 . PMID 9122178. doi:10.1073/pnas.94.6.2238.
3. 1 2  Bracey MH, Hanson MA, Masuda KR, Stevens RC, Cravatt BF (2002). „Structural adaptations in a membrane enzyme that terminates endocannabinoid signaling”. Science. 298 (5599): 1793—6. PMID 12459591. doi:10.1126/science.1076535.
4. ↑  Patricelli MP, Cravatt BF (1999). „Fatty acid amide hydrolase competitively degrades bioactive amides and esters through a nonconventional catalytic mechanism”. Biochemistry. 38 (43): 14125—30. PMID 10571985. doi:10.1021/bi991876p.
5. ↑  Cravatt BF, Demarest K, Patricelli MP, Bracey MH, Giang DK, Martin BR, Lichtman AH (2001). „Supersensitivity to anandamide and enhanced endogenous cannabinoid signaling in mice lacking fatty acid amide hydrolase”. Proc. Natl. Acad. Sci. U.S.A. 98 (16): 9371—6. PMC 55427 . PMID 11470906. doi:10.1073/pnas.161191698.
6. ↑  Saghatelian A, Trauger SA, Want EJ, Hawkins EG, Siuzdak G, Cravatt BF (2004). „Assignment of endogenous substrates to enzymes by global metabolite profiling”. Biochemistry. 43 (45): 14332—9. PMID 15533037. doi:10.1021/bi0480335.
7. ↑  Cravatt BF, Prospero-Garcia O, Siuzdak G, Gilula NB, Henriksen SJ, Boger DL, Lerner RA (1995). „Chemical characterization of a family of brain lipids that induce sleep”. Science (journal). 268 (5216): 1506—9. PMID 7770779.
8. ↑  Saghatelian A, McKinney MK, Bandell M, Patapoutian A, Cravatt BF (2006). „A FAAH-regulated class of N-acyl taurines that activates TRP ion channels”. Biochemistry. 45 (30): 9007—15. PMID 16866345. doi:10.1021/bi0608008.

## Spoljašnje veze
- fatty-acid+amide+hydrolase на 
- FAAH u proteopediji